# 蒼穹國度·亞里阿德涅
《蒼穹國度·亞里阿德涅》（日语：蒼穹のアリアドネ）是八木教廣所創作的日本漫畫，從《週刊少年Sunday》2018年第2號連載至2022年第42號，其後移籍至《Sunday Web Every》繼續連載。

## 角色列表

### 主要角色
拉錫爾
本作主角，是戰爭時開發出來的人類武器「光子載體」，「失落的11人」其中一員。嚮往着「天空的飛行都市」，卻對於村外的世界一無所知。遇見蕾亞娜後，被她為任命為「蒼穹騎士」，一同踏上旅程。
蕾亞娜·絲古拉古杜菲·亞里阿德涅
本作女主角，15歲，是世上其中一個飛行都市「亞里阿德涅皇國」的皇女。患有「天使病」，會違反重力地漂浮上天空，穿上沉重的鞋子才能夠在地上行走。因逃避婚約而來到地上。
真正身份是「巴爾巴洛斯帝國」的皇帝巴爾巴洛斯的親生女兒蕾亞娜·絲古拉古杜菲·比比·巴爾巴洛斯。「亞里阿德涅皇國」國王亞里阿德的養女。即是來自十年後未來的比比。
卡莉古拉
「失落11人」的一員，武器為光子鞭。實力在「失落11人」排行第二。在十年後的未來是「亞里阿德涅皇國」的皇后卡拉。
露露蘿拉
「失落11人」的一員，自稱森林女王。目前失去了以前的記憶。在十年後的未來是守護「亞里阿德涅皇國」的公主薩蕾娜的「黃昏騎士」。
諾伊修
「失落11人」的一員，武器為光子杖。喜歡拉特族的迪奧多拉。在十年後的未來是「亞里阿德涅皇國」的「黎明騎士」。
神樂
「失落11人」的一員。
波波路
基薩烏族的學者達德博士的學生。實際上是四名有角兔之一，渴求知識。
哈桑
四名有角兔之一，渴求力量。
利維
「亞里阿德涅皇國」皇家直屬近衛兵團團長，被蕾亞娜視作兄長般存在。
迪瓦
「亞里阿德涅皇國」皇家直屬近衛兵團團員，被蕾亞娜視作姐姐般存在。

### 失落的11人
亞修
「失落11人」的一員。
凱捷克
「失落11人」的一員，擅長光子治療。在「失落11人」中醫療知識最豐富的一員。
海德羅
「失落11人」的一員，擅長製造與維修光子武器。

### 三英傑
齊格
三英傑之一，拉錫爾的養父，稱號為「鐵之齊格」。在六年前與格拉迪亞斯和亞里阿德一同撃敗巴爾巴洛斯。
格拉迪亞斯
三英傑之一，稱號為「赤腕」。在六年前與齊格和亞里阿德一同撃敗巴爾巴洛斯。
亞里阿德
三英傑之一。在六年前與齊格和格拉迪亞斯一同撃敗巴爾巴洛斯。在十年後的未來是「亞里阿德涅皇國」的國王亞里阿德涅，蕾亞娜與薩蕾娜的養父。正在被軍方軟禁。

### 亞里阿德涅皇國
薩蕾娜
蕾亞娜的姐姐，亞里阿德涅皇國的公主，巴爾巴洛斯的親生女兒，一度被巴爾巴洛斯囚禁。後來被十年後的露露蘿拉救出。

### 巴爾巴洛斯帝國
巴爾巴洛斯
巴爾巴洛斯帝國的皇帝，有「大帝」之稱。蕾亞娜與薩蕾娜的親生父親。引發十年前世界大戰的元兇。人類與盧薩族的混血兒，擁有強大的實力，曾獨自殺死王，並把盧薩族屠殺到近乎滅絕的程度。其政治手腕十分高明，在不到一年的時間內把一個共和國轉變為君主獨裁制國家。大戰時敗給「三英傑」後行蹤不明。在第4話時突然在拉錫爾住所附近的山中出現，展露出能輕而易舉地殺死拉錫爾的強大實力。

### 其他
梅梅
拉錫爾的義妹，比比的姐姐。真正身份是巴爾巴洛斯的女兒。即是小時候的薩蕾娜。
比比
拉錫爾的義妹，梅梅的妹妹。真正身份是巴爾巴洛斯的女兒。即是小時候的蕾亞娜。

## 出版書籍
| 卷數 | 小學館         | 小學館                 | 東立出版社    | 東立出版社             |
| 卷數 | 發售日期       | ISBN                   | 發售日期      | ISBN                   |
| ---- | -------------- | ---------------------- | ------------- | ---------------------- |
| 1    | 2018年4月18日  | ISBN 978-4-09-128244-6 | 2019年6月24日 | ISBN 978-957-26-2540-8 |
| 2    | 2018年7月18日  | ISBN 978-4-09-128336-8 | 2020年5月27日 | ISBN 978-957-26-2541-5 |
| 3    | 2018年10月18日 | ISBN 978-4-09-128556-0 |               |                        |
| 4    | 2019年2月18日  | ISBN 978-4-09-128776-2 |               |                        |
| 5    | 2019年5月17日  | ISBN 978-4-09-129158-5 |               |                        |
| 6    | 2019年8月16日  | ISBN 978-4-09-129318-3 |               |                        |
| 7    | 2019年11月18日 | ISBN 978-4-09-129440-1 |               |                        |
| 8    | 2020年2月18日  | ISBN 978-4-09-129554-5 |               |                        |
| 9    | 2020年5月18日  | ISBN 978-4-09-850071-0 |               |                        |
| 10   | 2020年8月18日  | ISBN 978-4-09-850172-4 |               |                        |
| 11   | 2020年11月18日 | ISBN 978-4-09-850279-0 |               |                        |
| 12   | 2021年2月18日  | ISBN 978-4-09-850392-6 |               |                        |
| 13   | 2021年5月18日  | ISBN 978-4-09-850528-9 |               |                        |
| 14   | 2021年8月18日  | ISBN 978-4-09-850643-9 |               |                        |
| 15   | 2021年11月18日 | ISBN 978-4-09-850731-3 |               |                        |
| 16   | 2022年2月18日  | ISBN 978-4-09-850870-9 |               |                        |
| 17   | 2022年5月18日  | ISBN 978-4-09-851126-6 |               |                        |
| 18   | 2022年8月18日  | ISBN 978-4-09-851223-2 |               |                        |

## 外部連結
- 漫畫官方網站（日語）